# Erythridula barbarae
Erythridula barbarae är en insektsart som först beskrevs av Hepner 1978.  Erythridula barbarae ingår i släktet Erythridula och familjen dvärgstritar. Inga underarter finns listade i Catalogue of Life.